# トラ太郎
トラ太郎（トラたろう）は、日本の漫画家。2017年、「ヒューストン」が「第9回マンガonウェブネーム大賞」大賞を受賞。ブログや電子書籍サイトで『アンガーデッド』を発表し、2021年から「IIV」（ドワンゴ）にて『クイーンシャムロック』を連載している。

## 来歴

### 『アンガーデッド』の制作
テレビで「日本人唯一の南アフリカ共和国政府公認の女性サファリガイド」を観たことをきっかけとして、「アフリカの密猟」を題材とした『アンガーデッド』の執筆を考える。しかし当時の担当編集者からの「反応は芳しく」なかった。諦めることができずにいたトラ太郎は、「原稿料をいただいている他作品の制作を行う合間に、コツコツと描いたものを電子書店で自己出版する」ことを決意。同作はトラ太郎のブログや電子書籍サイトなどで不定期に連載を行われている。Twitterにて「みんなにもっと知ってほしいアフリカの話」というコメントとともに同作を投稿し、読者から「密猟問題に対するさまざまなコメント」を集める。完結までは構想されているが、原稿料がないために作業は少しずつ進められ、「作中のセリフのフォントや、電子単行本のブランクページ、デザイナーの方への表紙や奥付の依頼」もすべてトラ太郎が行っている。

### 育児漫画の発表
2021年5月、双子の姉妹を出産。連載作品の執筆と同時に、気分転換のためにSNSで育児漫画を発表する。腱鞘炎を発症しつつも、手を休めずに漫画を制作している。

## 作品リスト

### 書籍
- ヒューストン[2]（ビーグリー、全2巻） - 単行本は電子書籍限定刊行。
- アンガーデッド（ブログと電子書籍サイトで発表[3]、電書バト、既刊1巻） - 単行本は電子書籍限定刊行。
- あめあめふれふれうそやんで（作画：ゆめき、「GIGAZINE」2020年4月3日[6] - 2021年5月21日[7]、OSA、全1巻） - 原作ネーム担当[6]、単行本は電子書籍限定刊行[8]。
- クイーンシャムロック（「IIV」2021年4月23日[4] - 、ドワンゴ、既刊1巻） - 単行本はKADOKAWAより刊行[9]。